# Пушкіно (Рубцовський район)
Пу́шкіно (рос. Пушкино) — селище у складі Рубцовського району Алтайського краю, Росія. Входить до складу Рубцовської сільської ради.

## Населення
Населення — 349 осіб (2010; 356 у 2002).
Національний склад (станом на 2002 рік):
- росіяни — 88 %